# Ferencvárosi TC (balonmano)
El Ferencvárosi Torna Club es un club de balonmano húngaro de la ciudad de Budapest.
Cuenta con secciones masculina y femenina.

## Equipo femenino

### Palmarés
- Liga de Hungría (12): 1966, 1968, 1969, 1971, 1994, 1995, 1996, 1997, 2000, 2002, 2007, 2015
- Copa de Hungría (11): 1967, 1970, 1972, 1977, 1993, 1994, 1995, 1996, 1997, 2001, 2003
- Champions League (2): 1971, 2002
- Supercopa EHF (3): 1978, 2011, 2012
- Copa EHF (1): 2006

### Plantilla 2022-23
|  | Porteras - 1 Kincső Sass - 13 Kinga Janurik - 16 Blanka Bíró Extremos izquierdos - 15 Júlia Hársfalvi - 21 Gréta Márton - 94 Bodza Buzsáki Extremos derechos - 18 Anett Kovács - 26 Angela Malestein Pívots - 3 Béatrice Edwige - 14 Anett Kisfaludy - 72 Dragana Cvijić | Laterales izquierdos - 20 Emily Bölk - 23 Zsuzsanna Tomori - 50 Luca Kármán - 90 Szandra Szöllősi-Zácsik Centrales - 8 Zita Szucsánszki - 27 Anna Kukely - 77 Andrea Lekić - 91 Anikó Cirjenics-Kovacsics Laterales derechos - 17 Alicia Stolle - 42 Katrin Klujber |

## Equipo masculino

### Plantilla 2024-25
|  | Porteros - 12 Ádám Balogh - 24 Ádám Borbély - 67 Kristóf Győri Extremos izquierdos - 39 Ádám Juhász - 99 Péter Kovacsics Extremos derechos - 71 Ádám Tóth - 94 Bendegúz Bujdosó Pívots - 09 Dániel Füzi - 14 Máté Mészáros - 23 Dávid Debreczeni - 34 Miklós Karai | Centrales - 22 Mátyás Győri - 66 Máté Lékai - 77 Kristóf Csörgő Laterales izquierdos - 11 Bence Nagy - 44 Viktor Prainer - 81 Jakub Mikita Laterales derechos - 17 Máté Ónodi-Jánoskúti - 27 Gábor Ancsin |